# Rajdowe Mistrzostwa Europy 1955

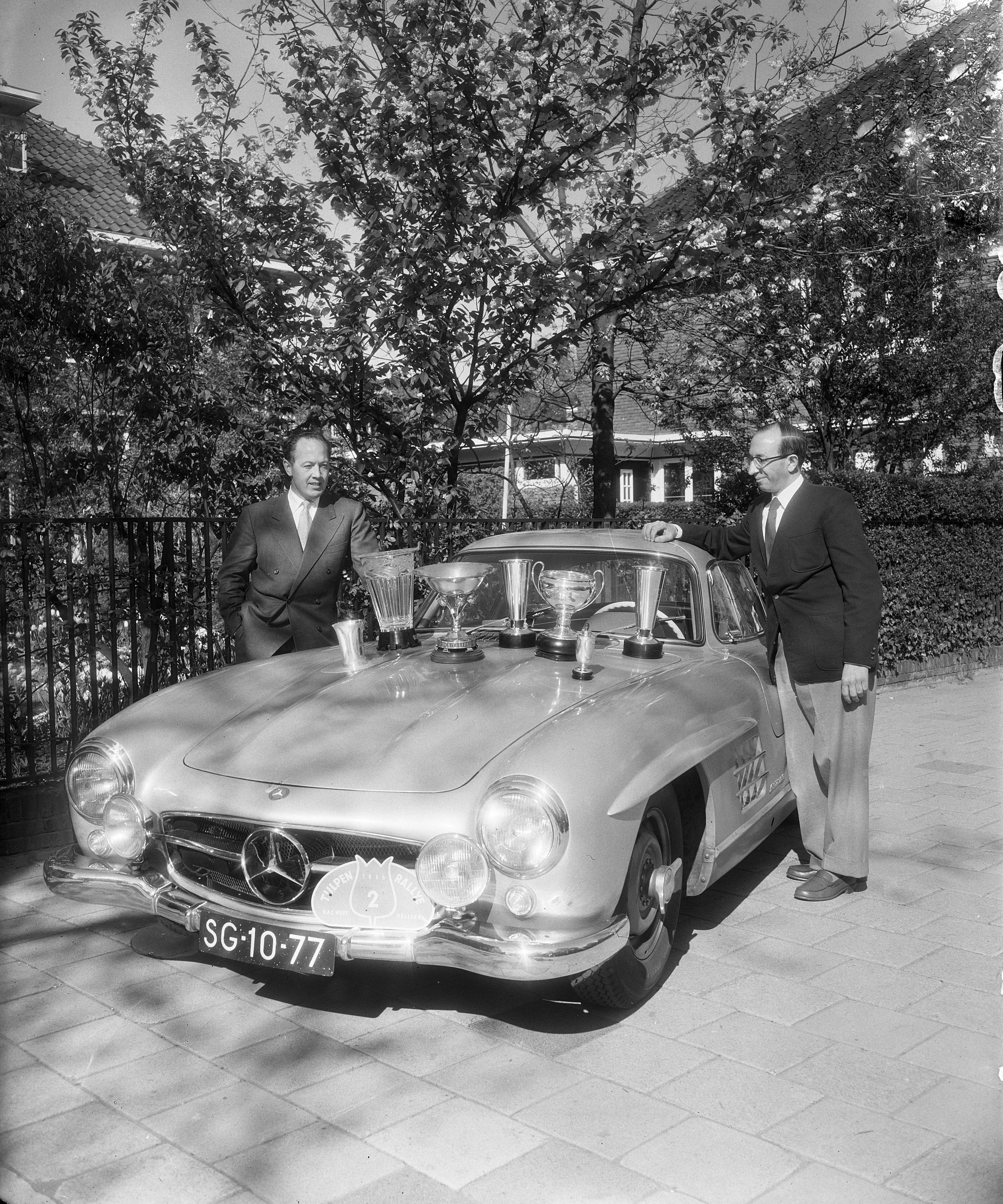
Zwycięska załoga Rajdu Tulipanów 1955: Holendrzy Hans Tak i Johan Niemoller przy swoim zwycięskim samochodzie Mercedesie-Benz 300 SL W198 I

Sezon Rajdowych Mistrzostw Europy 1955 był 3 sezonem Rajdowych Mistrzostw Europy (FIA European Rally Championship). Składał 9 rajdów, rozgrywanych w Europie.

## Kalendarz[1]
| Runda | Data               | Nazwa rajdu                               | Zwycięzca         | Wyniki |
| ----- | ------------------ | ----------------------------------------- | ----------------- | ------ |
| 1     | 17-20 stycznia     | 25. Rajd Monte Carlo                      | Per Malling       | Wyniki |
| 2     | 25 lutego-1 marca  | 6. Rallye Automobilistico del Sestriere   | Ferdinando Gatta  | Wyniki |
| 3     | 8-12 marca         | 5. RAC British International Rally        | Jimmy Ray         | Wyniki |
| 4     | 30 kwietnia-7 maja | 7. Internationale Tulpenrallye Holland    | Hans Tak          | Wyniki |
| 5     | 18-22 maja         | 1. Internationale ADAC-Rallye Nurburgring | Gustav Menz       | Wyniki |
| 6     | 13-18 czerwca      | 6. Svenska Rallyt till Midnattssolen      | Allan Borgefors   | Wyniki |
| 7     | 20-24 lipca        | 4. Rallye Adriatique                      | Werner Engel      | Wyniki |
| 8     | 17-21 sierpnia     | 14. Liège-Rome-Liège                      | Olivier Gendebien | Wyniki |
| 9     | 9-12 września      | 5. Viking Rally                           | Lars Egeberg      | Wyniki |

## Klasyfikacja kierowców[1]
| Msc. | Kierowca        | MCO | ITA | GBR | NLD | GER | SWE | JUG | BEL | NOR | Punkty |
| ---- | --------------- | --- | --- | --- | --- | --- | --- | --- | --- | --- | ------ |
| 1    | Werner Engel    |     |     |     | 3   | 4   |     | 1   | 4   | 57  | 32,0   |
| 2    | Walter Schlüter | 16  |     |     | 6   |     |     | 5   |     | 2   | 22,0   |

| Kolor     | Opis                   |
| --------- | ---------------------- |
| Złoty     | Zwycięzca              |
| Srebrny   | 2. miejsce             |
| Brązowy   | 3. miejsce             |
| Zielony   | Punktowane miejsce     |
| Niebieski | Ukończył nie punktował |
| Fioletowy | Nie ukończył NU        |
| Czarny    | Wykluczony X           |
| Biały     | Nie wystartował NW     |
| Puste     | Nie brał udziału       |

| Msc. | Kierowca        | MCO | ITA | GBR | NLD | GER | SWE | JUG | BEL | NOR | Punkty |
| ---- | --------------- | --- | --- | --- | --- | --- | --- | --- | --- | --- | ------ |
| 1    | Werner Engel    |     |     |     | 3   | 4   |     | 1   | 4   | 57  | 32,0   |
| 2    | Walter Schlüter | 16  |     |     | 6   |     |     | 5   |     | 2   | 22,0   |

| Kolor     | Opis                   |
| --------- | ---------------------- |
| Złoty     | Zwycięzca              |
| Srebrny   | 2. miejsce             |
| Brązowy   | 3. miejsce             |
| Zielony   | Punktowane miejsce     |
| Niebieski | Ukończył nie punktował |
| Fioletowy | Nie ukończył NU        |
| Czarny    | Wykluczony X           |
| Biały     | Nie wystartował NW     |
| Puste     | Nie brał udziału       |